# Емельяновичи (Брестская область)
Емелья́новичи (бел. Емяльянавічы) — деревня в Барановичском районе Брестской области Беларуси. Входит в состав Почаповского сельсовета. Население по переписи 2019 года — 59 человек.

## География
Расположена в 38 км по автодорогам к северо-западу от Барановичей, в 14 км от железнодорожной станции Мицкевичи; примыкает с юга к центру сельсовета, агрогородку Почапово. К востоку от деревни протекает река Своротва.

## История
Обозначена на карте Шуберта первой половины XIX века как деревня с 26 дворами.
В 1909 году — деревня Почаповской волости Новогрудского уезда Минской губернии, 58 дворов.
После Рижского мирного договора 1921 года — в составе гмины Почапово Новогрудского повета Новогрудского воеводства Польши. По переписи 1921 года в деревне Емельяновичи проживало 343 человека (170 мужчин, 173 женщины) в 55 жилых зданиях, из них 326 белорусов, 13 поляков, 3 еврея и 1 немец (по вероисповеданию — 323 православных, 15 римских католиков, 3 иудея, 1 протестант и 1 мусульманин).
С 1939 года — в составе БССР.  С 15 января 1940 года в Городищенском районе Барановичской, с 8 января 1954 года Брестской областей, с 25 декабря 1962 года в Барановичском районе.
С 1940 года деревня Емельяновичи входит в состав Почаповского сельсовета. В Великую Отечественную войну с конца июня 1941 года до 9 июля 1944 года оккупирована немецко-фашистскими захватчиками.
До недавнего времени действовал магазин. Ныне население обслуживается автолавкой и автопочтой, а также фельдшерско-акушерским пунктом в агрогородке Почапово.

## Население
| Численность населения (по переписи) | Численность населения (по переписи) | Численность населения (по переписи) | Численность населения (по переписи) | Численность населения (по переписи) | Численность населения (по переписи) | Численность населения (по переписи) |
| 1909                                | 1921                                | 1959                                | 1970                                | 1999                                | 2009                                | 2019                                |
| ----------------------------------- | ----------------------------------- | ----------------------------------- | ----------------------------------- | ----------------------------------- | ----------------------------------- | ----------------------------------- |
| 413                                 | ↘343                                | ↘338                                | ↗377                                | ↘135                                | ↘80                                 | ↘59                                 |